# Bacterie autotrofă chemosintetizantă
Bacteriile chemosintetizante sunt bacteriile care produc substanțe organice din cele anorganice prin diferite reacții chimice.
Daca bacteriile sunt aerobe, atunci ele realizează procesul de oxido-reducere al substanțelor anorganice după ecuația:
{\displaystyle {2\mathbf {N} \mathbf {H} }_{4}+{3\mathbf {O} }_{2}\to {2\mathbf {N} \mathbf {O} }_{2}+{2\mathbf {H} }_{2}\mathbf {O} +4\mathbf {H} },iar dacă sunt anaerobe, atunci procesul chimic desfășurat de acestea este: {\displaystyle 5\mathbf {S} +{2\mathbf {H} }_{2}\mathbf {O} +6\mathbf {N} \mathbf {O} _{3}\to {5\mathbf {S} \mathbf {O} }_{4}+{3\mathbf {N} }_{2}+4\mathbf {H} }